# Hermann Sturm
Hermann Sturm (* 9. Januar 1921 in Linz; † 18. November 1984 in Quickborn) war ein österreichischer SS-Oberscharführer, Blockführer im KZ Mauthausen und Rapportführer im KZ-Außenlager Linz I.

## Leben
Hermann Sturm war Sohn eines Postkraftfahrers Franz Sturm. Nach acht Jahren Volksschulbesuch begann er im Oktober 1935 eine Lehre im Reklambüro, wo er Maschinenschreiben und Stenografieren lernte. Nebenher besuchte er die kaufmännische Fortbildungsschule in Linz. Am 1. Oktober 1937 trat er in die SA ein, nach dem Anschluss Österreichs wechselte er zum 4. April 1938 zur SS (SS-Nummer 320.114). Er kam als Angehöriger der SS-Totenkopfstandarte 1 „Oberbayern“ nach Dachau, wo er eine Infanterie-Ausbildung absolvierte. Im Herbst 1938 nahm er am Einmarsch im Sudetenland in den Reihen des SS-Freikorps teil. Als im Juli 1939 die SS-Heimwehr Danzig aufgestellt wurde, kam Sturm als Angehöriger des Panzerabwehr-Lehrsturms der SS-Totenkopfstandarten nach Danzig und nahm im September 1939 an den Kämpfen um Dirschau und Gdingen teil. Anschließend unter Kommando von Theodor Eicke kämpfte Sturm im SS-Totenkopf-Infanterieregiment 3 zuerst an der West-, danach an der Ostfront.
Im Februar 1942 verlor er bei der Kesselschlacht von Demjansk durch einen Granatsplitter sein linkes Auge. Sturm wurde in das Reserve-Lazarett in Saarbrücken verlegt. Nach einem kurzen Aufenthalt bei den Ersatztruppen in Holland wurde Sturm erneut an die Ostfront zurückversetzt und versah ab Mai 1942 Dienst bei der Nachschub-Kommandantur der Waffen-SS und Polizei Russland-Nord in Riga. Ende Dezember 1942 wurde er auf eigenen Wunsch in das KZ Mauthausen versetzt. Am 3. Januar 1943 trat er seinen Dienst als Blockführer an. Nach einem halben Jahr im KZ Mauthausen wurde Sturm in das KZ-Außenlager Linz I versetzt, wo er als Rapportführer eingesetzt wurde. Nachdem das Lager Linz bei einem Bombenangriff der alliierten Luftstreitmächte am 25. Juli 1944 fast völlig zerstört worden war, wurden die überlebenden Häftlinge gemeinsam mit dem SS-Personal in das Lager Linz III überstellt. Sturm war hier einige Wochen lang Arbeitseinsatzführer, danach hatte er erneut den Posten des Rapportführers und war auch Stellvertreter des Lagerführers Karl Schöpperle. In dieser Funktion führte er die Bestrafung von Häftlingen aus.
Am 5. Mai 1945 wurde Sturm bei der Befreiung des Lagers von US-Truppen gefangen genommen und nach Wegscheid bei Linz gebracht. Am 29. Mai gelang ihm zunächst die Flucht aus dem Kriegsgefangenenlager, zwei Wochen später wurde er jedoch gefasst. Über das Internierungslager Adenbrück kam Sturm im September 1945 in das Camp Marcus W. Orr, wo er bis zum Juni 1947 blieb. Anschließend wurde er in das Internierungslager Dachau gebracht, wo ihm der Prozess in einem der sogenannten Nebenprozesse des Mauthausen-Hauptprozesses gemacht wurde. Vor Gericht wurde er beschuldigt, dass er die Häftlinge mit einem Gummiknüppel misshandelt habe. Sturm wurde zu 20 Jahren Haft verurteilt. Am 5. Oktober 1954 wurde er aus der Haft entlassen und bekam eine Anstellung als Elektriker in Ulm. Im Jahr 1980 wurde Sturm im Zuge der Ermittlungen gegen den ehemaligen SS-Lagerarzt Aribert Heim vernommen.